# 8-ма зенітна ракетна бригада (РФ)
8-ма зенітна ракетна Шавлінська ордена Кутузова бригада — зенітне ракетне з'єднання ППО Сухопутних військ Російської Федерації. Бригада дислокується у місті Уссурійськ Приморського краю.
Умовне найменування — Військова частина № 36411 (в/ч 36411). Скорочена найменування — 8-а зрбр.
З'єднання перебуває у складі 5-ї загальновійськової армії Східного військового округу .

## Історія
Історія освіти 8-ї зенітної ракетної бригади веде свій початок зі створення 17-ї зенітної артилерійської дивізії РГК, що була сформована наказом по Західному фронту від 4 листопада 1942 за № 00209. Її командиром було призначено полковника Артемія Михайловича Шумихіна.
19 листопада 1942 дивізія закінчила формування в районі міста Можайська Московської області й приступила до виконання бойових завдань з прикриття з повітря бойових порядків 5-ї армії.
У червні 1945 року частина відбуває на Далекий Схід, де в складі Забайкальського фронту бере участь у розгромі Японії.
За хоробрість і мужність, проявлені в боях проти японських військ при прориві Маньчжурсько-Чжалайнорського й Халун-Аршанського укріплених районів, подолання гірського хребта Великий Хінган, оволодіння містами Чанчунь, Мукден, Цицикар, Жехе, Дайрен, Порт-Артур, з'єднання нагороджено орденом Кутузова 2 ступеня.
Всього за період бойових дій з'єднання пройшло з боями 4481 км, знищило 300 літаків противника, 31 танк і САУ, 15 артилерійських і мінометних батарей, 3395 солдатів противника, взяло в полон 1556 солдатів і офіцерів противника.
23 березня 1960 року 17-а зенітна артилерійська Шавлінська ордена Кутузова дивізія переформована на 209-й зенітний артилерійський Шавлінський ордена Кутузова полк.
8 лютого 1971 року полк переформовано на 8-ту зенітну ракетну Шавлінську ордена Кутузова бригаду.
У 1994 році бригада переозброєна на ЗРК Бук-М1.

## Командири
Командири 8 зенітної ракетної бригади: 
- Полковник Євдокімов Олексій Анатолійович (1944—1947);
- Полковник Знаменський Василь Васильович (1947—1948);
- Полковник Зіньків Володимир Павлович (1948—1949);
- Полковник Скопенко Василь Костянтинович (1949—1951);
- Полковник Куликов Дмитро Андрійович (1951—1955);
- Полковник Знаменський Василь Васильович (1955—1958);
- Полковник Кудрін Опанас Васильович (1958—1961);
- Полковник Саяпін Яків Петрович (1961—1965);
- Полковник Чурилов Василь Павлович (1965—1966);
- Полковник Свечников Михайло Андрійович (1966—1967);
- Полковник Корнєв Микола Миколайович (1967—1974);
- Полковник Александрочкін Володимир Олександрович (1974—1977);
- Полковник Кирилов Валерій Миколайович (1977—1981);
- Полковник Поляков Олег Валентинович (1981—1984);
- Полковник Курза Олег Якович (1984—1988);
- Полковник Аларін Володимир Миколайович (1988—1990);
- Полковник Шарманов Олександр Михайлов і ч (1990—1992);
- Полковник Юр'єв Микола Костянтинович (1992—1996);
- Полковник Попов Володимир Васильович (1996—1998);
- Полковник Тучков Євген Миколайович (1998—2002);
- Полковник Боєв Валерій Олексійович (2002—2009);
- Полковник Тимофієнко Костянтин Олександрович (2009—2010);
- Полковник Шестаков Вадим Юрійович (2010—2014);
- Полковник Байрамов Руслан Рафікович (з 2014-донині).

## Озброєння і військова техніка
На озброєнні зенітного ракетного полку, а згодом 8-ї зенітної ракетної бригади складалися:
- з 1961 року — зенітний ракетний комплекс С-75;
- з 1971 року — зенітний ракетний комплекс Круг;
- з 1993 року — зенітний ракетний комплекс Бук-М1.